# Seqüència de longitud màxima

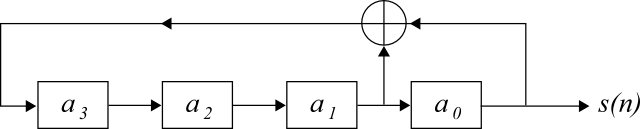
Figura 1: El següent valor del registre a₃ en un registre de desplaçament de retroalimentació de longitud 4 està determinat per la suma mòdul-2 d' un _{0} i un _{1}.

Són seqüències de bits generades mitjançant registres de desplaçament de retroalimentació lineal màxima i s'anomenen així perquè són periòdiques i reprodueixen totes les seqüències binàries (excepte el vector zero) que es poden representar pels registres de desplaçament (és a dir, per als registres de longitud m produeixen un seqüència de longitud 2m−1). Un MLS també s'anomena de vegades una seqüència n o una seqüència m. Els MLS són espectralment plans, amb l'excepció d'un terme DC gairebé nul.
Aquestes seqüències es poden representar com a coeficients de polinomis irreductibles en un anell polinomial sobre Z/2Z.
Les aplicacions pràctiques de MLS inclouen la mesura de respostes d'impuls (per exemple, de la reverberació de l'habitació o els temps d'arribada des de fonts remolcades a l'oceà). També s'utilitzen com a base per a la derivació de seqüències pseudoaleatòries en sistemes de comunicació digital que utilitzen sistemes de transmissió d'espectre expandit de seqüència directa i espectre expandit de salt de freqüència, i en el disseny eficient d'alguns experiments de fMRI.

## Generació
Els MLS es generen mitjançant registres de desplaçament de retroalimentació lineal màxim. A la figura 1 es mostra un sistema generador de MLS amb un registre de desplaçament de longitud 4. Es pot expressar mitjançant la següent relació recursiva:
{\displaystyle {\begin{cases}a_{3}[n+1]=a_{0}[n]+a_{1}[n]\\a_{2}[n+1]=a_{3}[n]\\a_{1}[n+1]=a_{2}[n]\\a_{0}[n+1]=a_{1}[n]\\\end{cases}}}
on n és l'índex de temps i {\displaystyle +} representa l'addició mòdul 2. Per als valors de bits 0 = FALS o 1 = VERTADER, això és equivalent a l'operació XOR.
Com que els MLS són periòdics i els registres de desplaçament recorren tots els valors binaris possibles (a excepció del vector zero), els registres es poden inicialitzar a qualsevol estat, amb l'excepció del vector zero.

### Interpretació polinomial
Un polinomi sobre GF(2) es pot associar amb el registre de desplaçament de retroalimentació lineal. Té el grau de longitud del registre de desplaçament, i té coeficients que són 0 o 1, corresponents a les aixetes del registre que alimenten la porta xor. Per exemple, el polinomi corresponent a la figura 1 és x4 + x3 + 1.
Una condició necessària i suficient perquè la seqüència generada per un LFSR tingui una longitud màxima és que el seu polinomi corresponent sigui primitiu.

### Implementació
Els MLS són de baix cost d'implementar en maquinari o programari, i els registres de canvi de retroalimentació d'ordre relativament baix poden generar seqüències llargues; una seqüència generada mitjançant un registre de desplaçament de longitud 20 és 220−1 mostres de llarg (1.048.575 mostres).